# دهولا
دهولا (به عربی: دهولا) یک منطقهٔ مسکونی در عراق است که در شهرستان سنجار واقع شده‌است. دهولا ۱۳٬۵۱۶ نفر جمعیت دارد.